# Claudia Jamesson
Claudia Jamesson (Budapest, 1980. október 12. –) magyar pornószínésznő.

## Életrajz
1999 és 2013 között pornószínésznőként dolgozott.

## Díjak, jelölések
- AVN-díj jelölés (2004) – Best Sex Scene in a Foreign-Shot Production (Buttman’s Anal Divas 2 című filmben levő alakításáért )[4]
- AVN-díj jelölés (2007) – Female Foreign Performer of the Year[5]

## Filmográfia (válogatás)
- Best Point of View (2006)
- Private Gems: The Best Scenes of the Year 2006 (2006)
- The Private Life of Claudia Jamsson (2006)
- Anal Hazard 2 (2005)
- Rocco: Animal Trainer 16 (2004)
- Hustler XXX 4 on 1 (2004)
- The Show Must Go On (2004)
- The Best by Private 62: Private Penthouse Greatest Moments 1 (2004)
- Sex Thriller (2003)
- No Limits 3 (2003)
- The Best by Private 45: Chicks & Big Dicks (2003)
- The Best by Private 46: Facial Shots (2003)
- Cum Dumpsters 2 (2003)
- Best Butt Fucks 2 (2003)
- Black and White Passion 3 (2003)
- I'm Your Slut (2003)
- Pleasures of the Flesh 2 (2003)
- Private Gold 57: Big Member (2003)
- Private Gold 58: Calendar Girl (2003)
- Private Lust Treasures 9 (2003)
- Marc Dorcel: Sex & Sun (2003)
- The Best by Private 41: White Girls with Black Guys (2003)
- Ultimate Asses 2 (2003)
- Private Gold 56: Gladiator 3 - Sexual Conquest (2002)
- Beautiful Girls 6 (2002)
- Euro Angels Hardball 17: Anal Savants (2002)
- True Anal Stories 15 (2002)
- Cum Dumpsters (2002)
- Private Black Label 26: Faust Power of Sex (2002)
- Psycho Sex (2002)
- Throat Gaggers 2 (2002)
- XXX Road Trip 2 (2002)
- Viernes 13: XXL (2001)
- Hardcore Innocence 2 (2001)
- Cumback Pussy 40 (2001)
- Max 2 (2001) (V) (as Claudia Jameson)
- Nacho Killer Pussy 3 (2001)
- Strassen der Lust (2001)
- Euro Angels Hardball 9: Screw University (2000)
- Shocking Stockings (2000)
- Fashion (2000)
- Die Tochter des Schmieds 1 (2000)
- Hustler XXX 1 (2000)
- Private Black Label 15: Indiana Mack - Sex in the Jungle (2000)
- Stories of Ass 2 (2000)
- XYZ (2000)
- Rocco's Initiations 2 (1999)
- Private Gold 39: Domestic Affairs (1999)
- Private Superfuckers 1: The Analsexplosion (1999)
- Safe Sex (1999)
- Claudia & Felicia Double Feet-ures (1998)